# Cremastus ashmeadii
Cremastus ashmeadii là một loài tò vò trong họ Ichneumonidae.